# Urubamba (geslacht)
Urubamba is een geslacht van rechtvleugeligen uit de familie veldsprinkhanen (Acrididae). De wetenschappelijke naam van dit geslacht is voor het eerst geldig gepubliceerd in 1913 door Bruner.

## Soorten
Het geslacht Urubamba omvat de volgende soorten:
- Urubamba apicimacula Ronderos, 1979
- Urubamba aptera Bruner, 1913
- Urubamba colorata Ronderos, 1981
- Urubamba elegans Ronderos, 1978
- Urubamba inconspicua Bruner, 1913